# وانگ یو-نام
وانگ یو-نام (انگلیسی: Wong You-nam؛ زادهٔ ۲ نوامبر ۱۹۸۳) خواننده و بازیگر اهل هنگ کنگ است.
از فیلم‌ها یا برنامه‌های تلویزیونی که وی در آن نقش داشته است، می‌توان به ایپ من اشاره کرد.